# 魔風が吹く
『魔風が吹く』（まかぜがふく）は、円城寺真己による日本の漫画。『週刊ヤングジャンプ』（集英社）にて、2018年19号から2019年12号まで連載され、2019年5月11日からは『となりのヤングジャンプ』（同社）にて7月13日まで連載された。作者の円城寺が熊本在住であることから、熊本県熊本市を舞台としている。
ある地方都市で犯罪に加担したことで反社会勢力に追われる身となった青年を描いたクライム・サスペンス。シリアスな中にも時折ギャグ要素が見られる。

## あらすじ
2016年9月、約半年前の震災の爪痕が残る地方都市・K県K市で、青年・堺翔平は高校を中退して日々を無為に過ごしてきた。ある日、数年ぶりに連絡してきた旧友・木村武彦（キムタケ）から旧友・蓑田（ミッタン）と一緒に若い女性の死体を捨ててくることを頼まれる。即座に断る堺であったが、その場にいた逆らったら殺されると言われる男・番頭に弱みを握られていたこともあってやむなく川に死体を捨ててきてしまう。
自首しようと悩む堺であったが、被害者の父親・上遠野に見つかり拘束され「もう一人殺して死刑になるように」と命じられて、腹の中にスマートフォンを埋め込まれてしまう。上遠野からスマホの位置情報で監視されることに疲れ、自首しようとしたその時、事件の黒幕と思われる番頭から連絡が入る。

## 登場人物

### 主要人物
堺 翔平（さかい しょうへい）
1回きりのつもりでオレオレ詐欺の受け子をするが、警察が呼ばれていたことに気付き未遂に終わる。警察を恐れて黒髪から金髪に染める。高校中退の中卒で成人式には参加しなかった。愛梨という彼女と同棲している。
友達のキムタケから友達のミッタンと一緒に女性の死体を捨ててきてほしいと頼まれ、断る術もなく実行してしまう。死体を川に流す時にスマホも落としてしまい、それを拾った被害者の父親である上遠野に拘束され、腹の中に自身のスマホを埋め込まれ、動向を監視される。上遠野からの電話だと思い、自首することを伝えると電話の相手は番頭で、自首したら殺すと脅されミッタンを連れてくるよう要求される。
番頭の正体を探るため上遠野と手を組むが、それは一時的なものだった。次に番頭の正体を掴むため関西から来たアナさんとオレ詐欺の金の流れを追って番頭に辿り着く算段だったが、受け子に女子小学生が使われたのを見て、犯罪に手を染めないように彼女から詐欺の金を奪って逃走する。これによってアナさん達と番頭達から追われる身となる。
キムタケとミッタンからはサカちゃんと呼ばれる。
上遠野（かどの）
死体を川に遺棄された娘の父親。医者しており、彼の父親も医者で医者の家系。妻を早くに亡くしている。
川を捜索していた時に堺の落としたスマホを拾い、中身を調べてスマホが死体が遺棄された日から使われていなかったことから、死体遺棄から一週間後に堺に接触し車内で拘束する。この時、彼は堺が娘を殺したと考えており、もう一人殺してきちんと死刑になるように命じ、腹の中（腹腔内）に堺のスマホを埋め込み、位置情報で監視を行う。
番頭の正体を探るため一時的に堺と手を組むが、番頭に街で喧嘩になった時の姿を見られ、その必死さから彼が被害者の父親で復讐が目的であることがバレてしまう。
番頭（ばんとう）
半グレで堺が受け子を務めた特殊詐欺を仕切っている。体に刺青を入れており、逆らうと殺されると言われ冷酷無比な男として恐れられているが、知的な面も持ち合わせている。
キムタケの工場で会った際に堺のことを受け子だと知っており、死体遺棄を嫌がる堺を脅す。堺が上遠野だと思い自首する話をしたところ刑務所に入っても殺すとし、ミッタンを連れてくるように要求する。
家持の店舗で堺を待っていたが、家持が人質に取られたことで堺の背後に何者かの存在を感じ取り姿を隠す。上遠野の正体が被害者の父親だと知った後は上遠野の前には二度と現れないと告げ姿を消す。
複数の名前を使い分けており、番頭は名前ではなく役職に近く、本名は明かされない。
木村 武彦（きむら たけひこ）
実家のキムラ自動車で板金屋をしており、髭もじゃと言われるくらい髭を生やしている。堺の中学のころからの友達、堺とミッタンからはキムタケと呼ばれる。
数年ぶりに電話をかけてきて、堺とミッタンに女性の死体の遺棄を頼む。堺が受け子をやっていることを知っていた。
上遠野と別れた後に会いに来た堺が突っかかると、女性を殺したのは自分であることを堺に伝え気絶させる。
中学二年の二学期は全く出席しなかったことで、担任から仲が良いと思われた同じクラスの隣の席の堺が頼まれて学校に来るように説得に向かう。父親が体を悪くしており、家の手伝いをしながら板金屋の仕事を覚えていたため学校に行っている暇が無かった。説得に来た堺とミッタンと仲良くなる。
母親と逃げた従業員のササキが色んなところに作った借金で工場は人の手に渡ろうとしていたが、番頭に面倒見てもらったことで借金も一本化され少しずつ返していけるようになった。震災の時も番頭に手を回してもらい、すぐに営業を再開できるようになった。
番頭のことを「クドウさん」と呼ぶ。
木村 日菜子（きむら ひなこ）
キムタケの妹。過去に工場で隠れて遊んでいたところ事故で右足を負傷し、上遠野の務める病院で足の手術を受けており、現在は義足を付けて生活している。
子供のころに兄と共に堺やミッタンに遊んでもらい、その時の写真データを大事に持っている。当時は義足の影響か学校に友達がいなかった。サカちゃんくん・ミッタンくん・ヒロくんさんとあだ名にも「くん」や「さん」を付けて呼ぶ。
番頭がキムタケにしてくれたことを堺と愛梨に伝え、さらに彼らが思いもしなかった番頭の秘密を明かす。その後、上遠野に拉致され異様なほどに怯えるが、娘の事件とは無関係と考えたのか上遠野から解放される。
番頭のことを兄と同じく「クドウさん」と呼ぶ。
蓑田（みのだ）
太った大学生。堺とキムタケは中学生のころから友達で二人からはミッタンと呼ばれる。女性の死体を見て嘔吐する。死体運搬時に運転手をし、堺と共に死体を遺棄する。
大学の仲間内で流行っているとしてハッパをやっている。上遠野にそそのかされて自首しようとしている堺を殺しに行くが、誤って関係の無いヒロくんの鎖骨を殴打して逃亡する。
上遠野と話した後にホテルの屋上から飛び降り自殺をする。
中学一年のころに堺と同じテニス部に所属していたが、上級生が気に入らなかったので二人で部を辞めたのをきっかけに仲良くなった。
堺と別の高校に進学した後は友達がおらず、大学では無理して目立つ輪の中に入って周りに合わせた。その影響でハッパに手を出して止められなくなる。
アナさん
関西から番頭を捜しにきている人物として小野から紹介される。顎と両耳に指が入るほどの”穴”が空いており、それを見た堺は「ありのまま過ぎる」と言う感想を持つ。さらに顔面に6つのピアスを付けており、かなりインパクトのある容貌をしている。口を開かずに顎の穴から喋っているかのような描写がされる。気分が良くなると顎の穴から舌を出す。
番頭が関西で行ってオレ詐欺の掛け子をやっていたが、詐欺に使う携帯と名簿を横領したことが番頭にバレてしまい、電動ドリルで顎に穴を空けられたという過去を持ち、番頭に恨みを持っている。人は恨めば恨むほど恨んだ人物に似てくるという持論を持っており、番頭になりたがっている。
震災後の復興で全国から堺達の街に人が集まり、ごった返すタイミングに乗じて警戒心の強い番頭に迫る。番頭のことを「番頭さん」と呼ぶ。
上遠野 由奈（かどの ゆな）
上遠野の一人娘。医者を目指し医学部に通う女子大生で今年卒業予定だった。
死後、全裸で堺とミッタンに川に落とされるが、台風で増水した流れに乗ってK市中央区の住宅地で発見される。
背が高く中学ではバスケ部でキャプテンをしていたが、勉強に専念するために父親から勧められ辞めた。
大学は他県にあり、地震で壊れた部屋を修理するので荷物を外に出すために帰省し、その帰りに殺された。医師免許取得後は実習先を地元の病院にして実家に戻るつもりだったため、自身の部屋の修理を父親に頼むが、彼女の死亡後に修理は中止された。
K駅付近の監視カメラに拉致される後ろ姿が映っていたが、その時は既に死んでいないとおかしい時間であったため、堺は何故その時に彼女が生きていたのか困惑する。

### その他の人物
愛梨（あいり）
堺と同棲している彼女、キャバクラに勤めている。ヒロくんと呼ばれる既婚男性と浮気している。
ミッタン襲撃の影響で店を休んでおり、久々に出勤したところオーナーと揉め事になって店をクビになるが、出勤していたことで番頭の魔の手から逃れる。
部屋に戻って来た堺に行動が中途半端で受け身であることを告げ、やるかやらないか自分で責任を持って決めるように叱咤する。
番頭に拉致・監禁され、スマホを奪われる。アナさん達が番頭の手下からアジトの場所を聞き出すと彼女が監禁されている場所だったため訪れた彼らから暴行を受ける。
ヒロくんに助け出された後に堺と再会し、堺の顔面に唾を吐き「ちゃんとわかっとっとやろね」とけじめをつけるように促す。
ヒロくん
妻の由紀子（ゆきこ）がいるが、愛梨と不倫している。会社員で標準語を話す。
堺が腹にスマホを埋め込まれた後に愛梨の部屋に行くと行為の最中でバイブを持っていた。愛梨にスマホを奪われる。
ミッタン襲撃後も愛梨の部屋にいたため番頭から拉致され、家持の店舗に監禁される。愛梨が監禁されていると勘違いした堺と上遠野によって助け出される。上遠野と別れた堺の前に現れ、キムタケの家までのタクシー代を出すことになる。
後に堺からヒロポンと呼ばれ、堺が強奪した金を被害者に届けるように頼まれる。愛梨が奪われたスマホは実は彼のもので、位置情報を追跡しスマホを取り戻し、監禁されていた愛梨を助け出す。
家持（いえもち）
番頭の手下、番頭のことを「イトウさん」と呼ぶ。体格が良く、いかつい容姿をしている。キャバクラで特殊詐欺の自慢話をした部下に暴行を振るう。
番頭の代わりに堺の前に現れるが、番頭が来なかったことで口論になり、堺に敷石で殴られ、上遠野に薬物を注射され眠らされる。
トランクルームのコンテナに監禁後、上遠野から口を割らなそうとして血を抜かれるが堺によって止められる。堺の腹と血を抜かれたこと、コンテナ内にいることで、自分が臓器目的で海外に人身売買されると勘違いし、番頭の居場所をすんなり吐く。その事で堺から「ちょっと賢めのゴリラ」と酷評される。生年月日は昭和60年（1985年）7月28日。
小野（おの）
堺に受け子の仕事をまわした男。番頭とは面識が無く、ソープにはまって借金をしたとされる。番頭から堺の失敗の責任として、折れた割り箸で左腕を刺され、亀頭を紙で裂かれる。
後に堺が訪ねた際に、自分がパチンコと競輪の前に必ずソープに行き、風俗嬢に陰毛をもらい、それを財布に忍ばせてお守りすることを堂々と告白する。
番頭を捜している人物を紹介するとしてアナさんの居場所まで同行するが、アナさんには番頭と堺は連れ立ってひどいことをしてくる怖い奴だと伝えおり、堺を騙していた。
タケル
女連れで街を歩いていたところを番頭と思った上遠野から肩に手をかけられ止められる。上遠野は人違いをしたことを簡単に詫びたが、絡んできたとして上遠野に蹴りを入れる。番頭探しに必死な上遠野に殴られ倒される。彼との一部始終を番頭に見られたことで上遠野が被害者の父親でその目的が復讐であるとバレてしまう。
キムタケの父親
キムタケが中学二年のころに体を悪くしており、中学卒業後に他界する。名前だけの登場で姿は描かれない。
キムタケの母親
成長した娘の日菜子と似た容姿をしており、キムタケの姉と間違えられるほど若いとされる。
夫の死後に工場を任された従業員のササキと一緒に、ある日突然逃亡する。
キムタケは母親に対して自分のことは構わないが、妹を置いて行ったことだけは絶対に許さないとし、もし帰ってきたら殺してやると発言している。
ササキ
キムタケの父親が死去した後にキムラ自動車の工場を任されるが、盗品と知りながら車を買ったりペーパー車検を始めるなどして工場をめちゃくちゃにする。色んなところから工場名義で借金をして、キムタケとはいつも喧嘩になっていた。キムタケの母親と一緒に姿を消す。
日菜子の彼氏
大学生。一時間目・授業と言う日菜子に一限目・講義と何度となく訂正する。日菜子が大学へ車で送り迎えしてくれることを快く思っていない。キムタケは彼と日菜子が付き合うことに反対していたが、日菜子に格安で車を提供していた。
竹内（たけうち）
中学生のころにキムタケに金を巻き上げられたと嘘の噂を流す。実際は中学一年のころに彼の方からつっかかっており、その時にキムタケに泣かされたことを根に持って起こした行動だった。
関西人を拉致した番頭の部下
口髭を生やしており、良い体格をしている。番頭のことを「エトウさん」と呼ぶ。
シマダ サトエ
特殊詐欺の被害に遭いそうになる。息子のアツシが会社の金を流用して先物取引しており、焦げつかせてしまい母親に助けを求めた、という設定で金を持ち出させた。250万円入った紙袋持って来ている、とされていたが既に警察に通報しており、それを察知した堺の犯行は未遂に終わる。

## 設定
- 本作は熊本県熊本市を舞台にしており、作中の会話で熊本弁が多く登場する。
- 単行本の目次は、熊本城を中央上にして左下に熊本駅、上部に上熊本駅が描かれている地図[注 8]を背景にしている。
- 第1話冒頭では熊本市中央区にある繁華街・サンロード新市街が描かれている。
- 堺とミッタンが死体遺棄をしたのは2016年9月某日の22時ごろ[4]。

堺の腹の中に埋め込まれたスマホ
- 充電できるようにアダプターは体外に出してある。
- ワイヤレスのイヤホンマイクを使ってブルートゥースで通話できるようにしてある。
- 電池残量が少なくなるとアラームが鳴るように設定されている。
- 着信時とアラーム時は振動するため、堺は腹に痛みを感じる。
- 位置情報により堺が何処にいるか上遠野には分かるようになっている。
- 充電すると発熱するため、堺はお腹が熱いと感じている。
- 充電中なら音声アシスタントを音声で起動することが出来る。起動時の音声は「オッケーゴーグル」。

## 書誌情報
- 円城寺真己 『魔風が吹く』 集英社〈ヤングジャンプ・コミックス〉、全5巻
  1. 2018年8月17日発売[5][6]、ISBN 978-4-08-891084-0
  2. 2018年11月19日発売[7]、ISBN 978-4-08-891152-6
  3. 2019年2月19日発売[8]、ISBN 978-4-08-891204-2
  4. 2019年6月19日発売[9]、ISBN 978-4-08-891340-7
  5. 2019年10月19日発売[10]、ISBN 978-4-08-891424-4